# Syngrapha nearctica
Syngrapha nearctica là một loài bướm đêm trong họ Noctuidae.